# 4. Armee (Russisches Kaiserreich)
Die 4. Armee der russischen Armee wurde während des Ersten Weltkrieges eingesetzt. Die Armee wurde ab Ende Juli 1914 nach dem Eintritt Russlands in den Ersten Weltkrieg gebildet und 1918 aufgelöst.

## Geschichte

### 1914
Die 4. Armee unter dem Oberbefehl von Baron Saltza war der Südwestfront unter General Nikolai Iwanow zugeteilt und verfügte über vier Korps mit etwa 10 Infanterie und 3 Kavalleriedivisionen:
- XVIII. Korps (General der Kav. Krusenstern) mit der 23. und 37. Division
- im zweiten Treffen: III. Kaukasisches Armeekorps unter General Irmanow mit der 21. und 52. Division
- Grenadierkorps (General der Art. Mrozowski) – 1. und 2. Grenadier-Division
- XIV. Korps (Gen. der Inf. Woyshin-Murdas-Schilinski) – 18. und 45. Division, 80. Reserve-Division
- XVI. Korps (Gen. der Inf. Geisman) – 41. und 47. Division
- 4. Kavallerie-Korps Gyllenschmidt – 5. Kavallerie-Division, 1. und 4. Don-Kosaken-Division

Zu Kriegsbeginn 1914 brach die 4. Armee, rechts an die Weichsel angelehnt und links durch den parallel verlaufenden Vormarsch der 5. Armee gedeckt, über Lublin nach Süden vorgehend in das österreichische Kronland Galizien ein. Es entwickelte sich die Schlacht in Galizien.
Ab 22. August wurde das Vorgehen der Armee durch einen Angriff der k.u.k. 1. Armee unter General der Kavallerie Viktor Dankl gestoppt. In der Schlacht von Kraśnik wurden die Russen zurückgeworfen. Oberbefehlshaber Baron von Saltza wurde durch General Ewert abgelöst.
Im Oktober 1914 spielte die zusammen mit der 5. Armee aus Galizien an die südliche Weichselfront nach Norden verschobene 4. Armee eine zentrale Rolle in der Schlacht an der Weichsel. In der Anfangsphase der Schlacht verhinderte die 4. Armee den Weichselübergang des deutschen Garde-Reserve- und Landwehrkorps zwischen Nowo Alexandreia und Iwangorod. Das III. Kaukasische Korps führte im Raum der Festung Iwangorod wirksame Gegenangriffe gegen die k.u.k. 1. Armee.
Die 4. Armee war nach der Verlegung nach Norden neu gegliedert worden:
- Grenadier-Korps unter General Mrozowski (1. und 2. Grenadier-Division)
- Reservegruppe Delsalle (75. und 80. Reserve-Division, 1. Don Kosaken Division) und die Festung Iwangorod (81. Reserve-Division).
- XVI. Korps unter General der Infanterie Geisman, ab 13. Oktober General Klembowski (41. und 47. Division)
- III. Kaukasisches Korps unter General Irmanow (21. und 52. Division)
- Kavallerie-Korps Novikow (bis zum 14. Oktober) (5., 8. und 14. Kavallerie-Divisionen, Turkestanische Kosakenbrigade und 4. und 5. Don Kosaken-Division)

Ende Oktober 1914 verfolgte General Ewert den zurückweichenden Gegner über Radom nach Südwesten nach Kielce.
Im Norden schloss jetzt am rechten Flügel Ewerts die 5. Armee im Raum Petrikau und am linken Flügel nach Süden die 9. Armee im Raum Pintschow an.

### 1916
Die 4. Armee nahm im Juli 1916 unter General Ragosa als Angriffsarmee an der Baranowitschi-Offensive teil. Nach dem Kriegseintritt Rumäniens wurde das Armeekommando 4 im September 1916 an den Rumänischen Kriegsschauplatz verlegt. Ende 1916 kämpfte die 4. Armee gegen die deutsche 9. Armee in der Schlacht bei Rimnicul-Sarat. 

### 1917
Die 4. Armee wurde 1917 der neugebildeten Rumänischen Front unter General Sacharow im Raum nördlich von Focșani unterstellt. Noch vor der Ablöse aus dem rumänischen Sereth-Abschnitt nahm die Armee im Juli und August 1917 an den Schlachten von Marasti und Marasesti teil.
Armeegliederung im Juli 1917
VII. Armeekorps, Generalleutnant Nikolai Leontjewitsch Junakow
- 13. Infanterie-Division, Generalmajor Dmitri Dmitrijewitsch Dschenejew
- 34. Infanterie-Division, Generalleutnant Nikolai Petrowitsch Stremuchow

VIII. Armeekorps, Generalleutnant Andrei Georgjewitsch Jelchaninov
- 14. Infanterie-Division, Generalleutnant Wladimir Iwanowitsch Sokolow
- 15. Infanterie-Division,

XXX. Armeekorps, Generalleutnant Alexander Nilowitsch Gawrilow
- 103. und 124. Infanterie-Division

Reserve: 
- Trans-Amur-Kavallerie-Division
- 71. Infanterie-Division, Generalmajor Pawel Grigorjewitsch Kantzerow

## Kommandeure
- Anton Jegorowitsch von Saltza (19. Juli 1914 – 24. August 1914)
- Alexei Jermolajewitsch Ewert (24. August 1914 – 20. August 1915)
- Alexander Franzewitsch Ragosa (30. August 1915 – 21. November 1917)